# Palminor Rodrigues Ferreira
Palminor Rodrigues Ferreira, apelidado o Lápis (Curitiba, 5 de outubro de 1942 - Curitiba, 11 de fevereiro de 1978), foi um cantor e compositor popular paranaense.

## Vida pessoal
Caçula de 21 irmãos, aos 12 anos de idade tocava pandeiro na Rádio Marumbi e ganhou um violão de seu irmão Lalo, também músico.
Aos 18 anos compôs sua primeira música, "Vestido Branco". 
Concluiu apenas o ginásio. Casou-se aos 19 anos, com uma suíça de nome Romana, com quem teve dois filhos, Alexandre (o Grafite) e Palminor Júnior.
Dizia: "Se faço música para o povo, tenho que entender e viver suas necessidades. Isso faz parte da vida."
Convivia com artistas e com trabalhadores, fazia apresentações beneficentes, para arrecadar verba para as crianças desamparadas. Morreu pobre, mas com muitos amigos. Foi funcionário da antiga Empresa de Correios e Telégrafos, onde ganhou o apelido de Lápis, por ser "fino, alto e preto".

## Obra
Parceiro de Paulinho da Viola, Paulo Vítola, Rubens Rolim, Nicolatti, Micelli, Jorge Segundo, Marco Aurélio e outros.
Produziu músicas para os Originais do Samba, Eliana Pittman ("Silêncio"), Dóris Monteiro (gravou sambas-enredo:"Liberdade" e "Volta do sertanejo"). Apresentou-se com Jorge Ben, no Coutry Club, acompanhou por mais de um ano a cantora Maria Odete. 
Gravou o LP "Dia de Arlequim". 
Integrou o conjunto "Bitten-4", formado por Fernando, Anadir e Dalton, gravou "Manhã de Sol" - na Sam Jazz Quintet, de Curitiba. 
Apresentaram-se na TV Tupi, do Rio de Janeiro.
Ganhou o 1º Festival Paranaense de Música Popular Brasileira realizado pela TV Paranaense com a canção "Roteiro". 
Um dos mais famosos shows foi o "Funeral para um Rei Negro" que apresentou no Teatro Guaíra.
Foi o primeiro cantor e compositor a depor no Museu da Imagem e do Som do Paraná.
Duas vezes classificado para no Festival Internacional da Canção no Rio de Janeiro, numa delas conquistou a sexta colocação, com a canção "Roteiro". 
Classificou-se no Festival "Punta del Leste procura su canción". 
Participou e trabalhou com muita gente como o Quarteto Cido, acompanhou Eliana Pittman, apresentou-se ao lado de Rosinha Valença, na estreia do Casa Grande a convite de Sérgio Cabral. Gravou alguns taipes para a Rede Globo, fez turnê pela Europa onde se apresentou em 86 boates (aos 24 anos).